# Aristolochia filipendulina
Aristolochia filipendulina är en piprankeväxtart som beskrevs av Pierre Étienne Simon Duchartre. Aristolochia filipendulina ingår i släktet piprankor, och familjen piprankeväxter. Inga underarter finns listade i Catalogue of Life.